# 宿南信号場
宿南信号場（しゅくなみしんごうじょう）は、兵庫県養父市八鹿町宿南にある西日本旅客鉄道（JR西日本）山陰本線の信号場である。

## 歴史
- 1968年（昭和43年）9月23日：開設[1]。

## 構造
八鹿駅より3.3km、江原駅から4.2kmにある信号場で、上下列車の交換（行違い）が可能である。構内全体はカーブしている。
かつては低速の貨物列車や客車列車があったため交換で使用される回数が多かった。現在でも、1日数本の列車が交換で使用しており、はまかぜ3号とはまかぜ4号の交換風景なども見ることが出来る。ダイヤが大幅に乱れた際の行き違いに便利なため、廃止等の動きはない。

## 周辺
周辺は山と川に挟まれた平地に集落が点在している。地元から旅客駅への昇格要望がでたこともあったが、信号場周辺の人口があまり多くないため見送られている。
- 国道312号
- 養父市立宿南小学校

## 交通手段
八鹿駅、江原駅から全但バス「宿南」バス停下車（おおむね1時間に1本程度）

## 隣の施設
西日本旅客鉄道（JR西日本）
 山陰本線
八鹿駅 - 宿南信号場 - 江原駅